# Webmail
Webmail gør det muligt for en bruger at læse og skrive e-mail gennem en webbrowser. 
Webmail bliver typisk tilbudt af internet-baserede firmaer, som eventuelt bruger opsamledede informationer til markedsføring.

## Webmail-tjenester, muligheder

### Muligheder
De fleste webmail-tjenester tilbyder følgende muligheder:
- Oprettelse af mapper.
- Filtrering af e-post til forskellige mapper.
- Papirkurv – til at slette e-mail.
- Adressebog – til at gemme oplysninger om venner og bekendte.

### Udvidet muligheder
Nogle webmail-tjenester tilbyder desuden følgende:
- Beskyttelse mod spammail.
- Posthentning med POP3.
- Beskyttelse mod virus.
- Ordbog til opslag når man skriver en meddelelse.

Efterhånden er det blevet standard, at også almindelige udbydere af e-mail konti tilbyder et webmail-interface udover det sædvanlige POP3-interface, således at man har adgang til sin mail i situationer, hvor man ikke kan benytte sit almindelige mailprogram.

## Fordele og ulember ved webmail

### Fordele
- E-mail kan læses og skrives overalt i verden hvor der er en internet-forbindelse.
- Meddelelser behøver ikke at blive hentet ned på maskinen, men forbliver på serveren.

### Ulemper
- Brugeren er nødt til at forblive tilsluttet internettet indtil han/hun er færdig.
- Der er typisk kun en begrænset mængde plads til meddelelserne.
- Kan være langsomt på en sløv internet-forbindelse.

## Udbydere
Den første webmail udbyder var Hotmail. Hotmail blev meget hurtigt populær og blev siden opkøbt af Microsoft. 
Den kendes nu under navnet MSN Hotmail og tilbyder stadig gratis e-mail konti, men har nu også åbnet for yderligere faciliteter (mere plads til meddelelser, spamfilter etc.) mod betaling.
Der er stor konkurrence på området, idet flere udbydere  tilbyder gratis webmail-løsninger med ekstraordinært meget plads. 
Et sådant tilbud er bl.a. lanceret af firmaet bag søgemaskinen Google under navnet gmail, hvor der i skrivende stund, 20. juli 2008, tilbydes en datalagringskapacitet pr. mail-konto på 7320,918658 MB. 
Lagrings-kapaciteten er stadig stigende.